# منصور سلیمانی میمندی
منصور سلیمانی میمندی (زادهٔ ۱۳۳۰ در شهربابک) نمایندهٔ حوزهٔ انتخابیهٔ شهربابک در دورهٔ ششم مجلس شورای اسلامی بوده‌است. وی پیش‌تر در دورهٔ چهارم نیز عضو این مجلس بود.
وی دارای مدرک لیسانس مکانیک از دانشگاه تبریز و کارشناسی ارشد در رشته مدیریت صنعتی از دانشگاه علامه طباطبایی است. سلیمانی در سال های 1360 تا 1363 تصدی شهرداری شهربابک را برعهده داشت.فروردین سال 1371، سلیمانی در انتخابات مجلس چهارم شورای اسلامی شرکت کرد و با کسب 35.90 درصد آرا به عنوان نماینده مردم "شهربابک" راهی خانه ملت شد. وی پس از چندی با شرکت در انتخابات مجلس ششم شورای اسلامی، توانست مجددا به عنوان نماینده مردم شهرستان "شهربابک" به مجلس راه یابد.در جریان رد لوایح دوقلو  (لایحه "تبیین حدود وظایف و اختیارات رئیس جمهور" و لایحه "اصلاح قانون انتخابات مجلس") از سوی شورای نگهبان در اردیبهشت سال 1382، سلیمانی از جمله نمایندگانی بود که در نامه‌ای به رهبری خواستار اعمال نظر ایشان در موضوع لوایح شد؛ او همچنین از جمله نمایندگان متحصن مجلس ششم در اعتراض به رد صلاحیت‌های شورای نگهبان در انتخابات مجلس هفتم، در دی ماه همان سال بود. ایشان از امضا کنندگان نامه مشهور موسوم به جام زهر به رهبر حکومت ایران میباشند. این نامه صراحتا از نحوه مدیریت رهبر ایران، علی خامنه ای،انتقاد میکند.   
در مجلس ششم در سال 1382 پس از نطق منصور سلیمانی در اعتراض به سرکوب اعتراضات کارگری و کشته شدن چند نفر از مردم شهرستان شهربابک، درگیری فیزیکی بین سلیمانی و قائم مقام وقت فرمانده نیروی انتظامی صورت گرفت. به دستور سعید مرتضوی دادستان وقت تهران، سلیمانی دستگیر و یک شب را در زندان اوین سپری کرد و سپس با قید وثیقه آزاد شد. بعد از مجلس ششم ایشان به دلیل رد صلاحیت از شورای نگهبان فعالیت سیاسی مشهودی نداشته است و بیشتر خانه نشین بوده اند. دلایل رد صلاحیت نامبرده از سوی شورای نگهبان "عدم التزام به اصل ولایت فقیه" و " عدم التزام عملی به اسلام" عنوان شده است.
در اواسط خرداد ماه 1388، 356 نفر از نمایندگان ادوار مجلس شورای اسلامی، از جمله منصور سلیمانی میمندی، طی اعلامیه ای از میرحسین موسوی در دهمین دوره انتخابات ریاست جمهوری، حمایت کردند. متن این اعلامیه به شرح زیر است:«باسمه تعالی، بر خود فرض می دانیم با توجه به جایگاه رفیع ریاست قوه مجریه و نیاز مبرم کشور به مدیری توانمند و قانون مدار، حمایت همه جانبه خود را از کاندیداتوری ایشان اعلام نماییم.»  